# For Your Love (canción)
«For Your Love» es una canción escrita por el inglés Graham Gouldman, futuro miembro de 10cc. Fue popularizada por la banda The Yardbirds en 1965; llegando al número 3 del UK Singles Chart y al seis en las listas de popularidad en los Estados Unidos.
Se señala que la grabación de "For Your Love" detonó la salida de Eric Clapton de The Yardbirds. Por aquellos años, y ante la popularidad de los grupos británicos en Norteamérica, la banda quiso incursionar en el género pop rock, algo que Clapton, como un purista del blues y el R&B, no compartió. Tiempo después de la aparición del sencillo, Clapton se fue a John Mayall's Bluesbreakers y para reemplazarlo, llegó el guitarrista Jeff Beck.
Otros artistas que han interpretado esta canción son Herman's Hermits, Humble Pie, The Greg Kihn Band, Nils Lofgren, Fleetwood Mac, Chilly, el mismo Graham Gouldman, The Del Shapiros.